# Galeodes caspius
Galeodes caspius är en spindeldjursart som beskrevs av J. Birula 1890. Galeodes caspius ingår i släktet Galeodes och familjen Galeodidae.

## Underarter
Arten delas in i följande underarter:
- G. c. caspius
- G. c. fuscus
- G. c. pallasi
- G. c. subfuscus